# L'Intérêt de la psychanalyse
L'Intérêt de la psychanalyse ou L'intérêt que présente la psychanalyse (en allemand : Das Interesse an der Psychoanalyse) est un écrit de Sigmund Freud, paru  simultanément en allemand et en français en 1913 dans la revue italienne Scientia. C'est la première traduction en français d'un texte de Freud.
Tout en faisant connaître  plus largement la psychanalyse, l'article vise à montrer l'intérêt qu'elle présente notamment pour les chercheurs de nombreuses autres disciplines (sciences du langage, philosophie, biologie, sociologie etc.), ainsi que dans la culture en général.   

## Histoire du texte

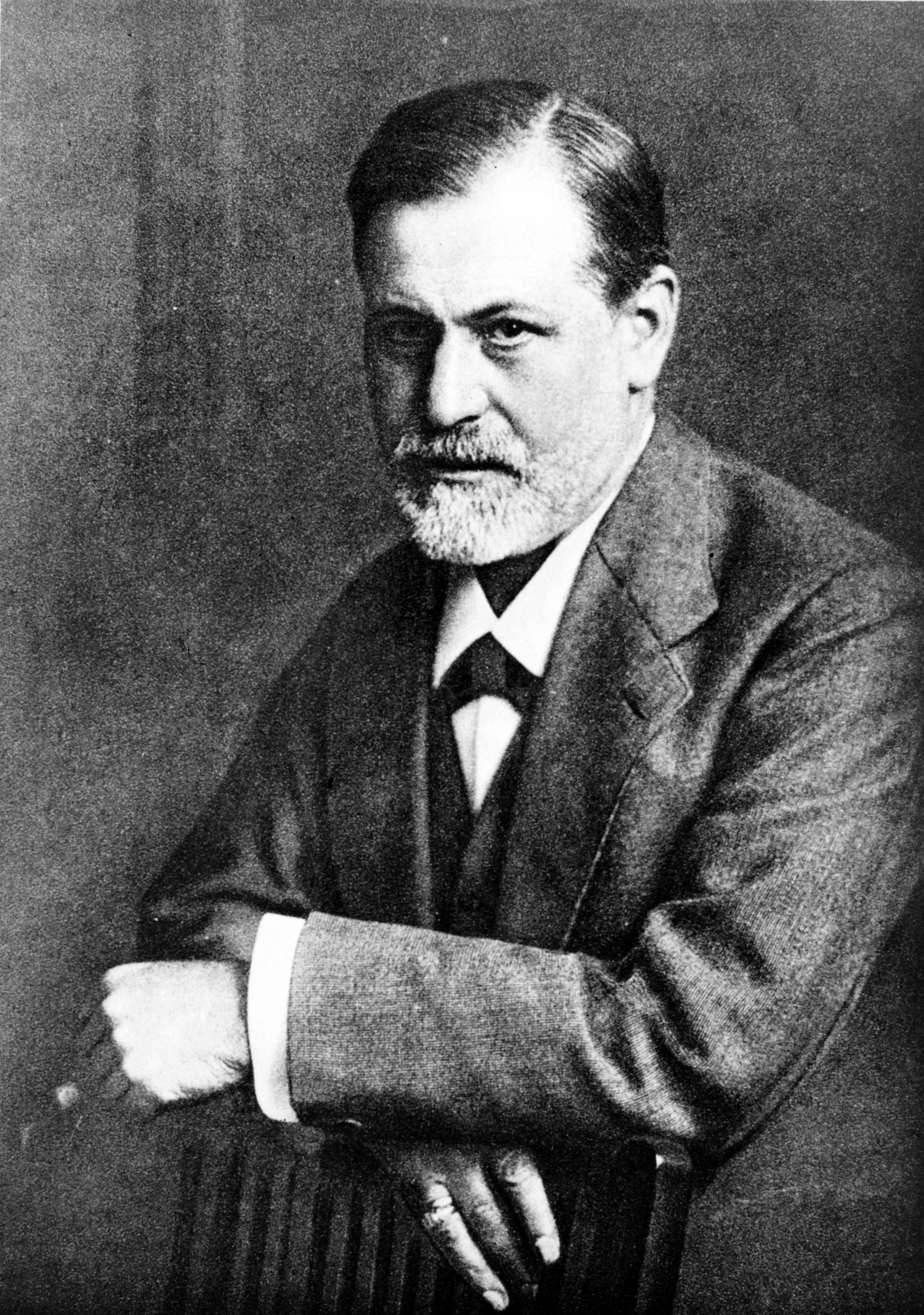
Sigmund Freud en 1909, par Max Halberstadt, photographe portraitiste, qui épouse Sophie Freud en janvier 1913, l'un des événements marquants de l'année 1913 dans la vie familiale de Freud.

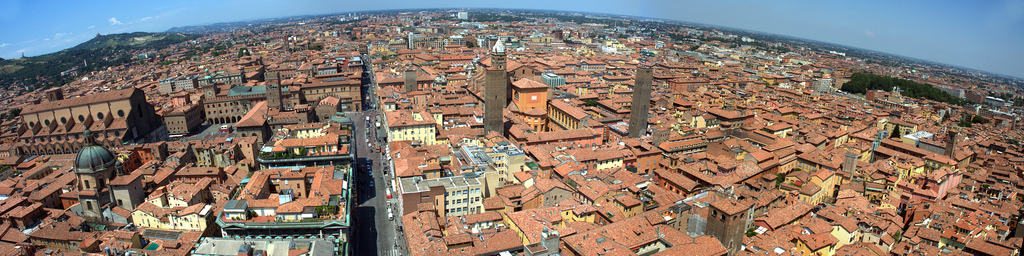
L'essai de Freud, L'intérêt de la psychanalyse, paraît à Bologne en 1913 dans Scientia, « Revue internationale de synthèse scientifique ».

Das Interesse an der Psychoanalyse , publié  en 1913 à Bologne dans la revue italienne Scientia,,, est « le premier texte de Freud traduit en langue française par un certain M.W. Horn ». Le texte y est « présenté simultanément en allemand, dans le corps de la revue, et en français dans un fascicule joint qui contient d'autres traductions ». Alain de Mijolla relève que « pour des raisons inconnues, encore que la première Guerre mondiale y ait sans doute joué un grand rôle, son existence restera ignorée des psychanalystes français jusqu'en 1976 ». 
Selon Jean Florence, Freud y exprime « son désir de voir la psychanalyse s’insérer dans le champ du savoir ». Il souhaite démontrer en quoi la psychanalyse peut « intéresser non seulement la psychologie mais également les sciences non psychologiques, à savoir, la science du langage, la philosophie, la biologie, l’histoire de l’évolution, l’histoire de la civilisation, l’esthétique, la sociologie et la pédagogie »,,. 

### Demande de la revueScientiaà Freud
Scientia paraît tous les deux mois avec pour sous-titre « revue internationale de synthèse scientifique »,. Selon Alain de Mijolla, la revue est co-éditée à Londres,  Leipzig et Paris par Felix Alcan. Dans les années 1912-1914, on trouve parmi les collaborateurs de la revue des personnalités comme Alfred Adler, Émile Durkheim, Albert Einstein, Henri Piéron, Henri Poincaré et Bertrand Russell.
Scientia avait demandé à Sigmund Freud « un exposé d'ensemble sur la psychanalyse ». Le 11 mars 1913, Freud écrit à Oskar Pfister : « J'avais à exécuter ces jours-ci un travail que je n'avais pas souhaité, une sorte de programme de la psychanalyse rédigé pour Scientia, ce que, par égard pour le caractère distingué de cette revue internationale, je n'ai pas osé refuser »,. Dans une lettre à Ferenczi, il apparaît que la rédaction du texte est terminée le 20 mars, et Freud corrige les épreuves en septembre durant son séjour à Rome,. L'article est publié dans les deux numéros de fin d'année de Scientia : tandis que l'exposé de Freud est présenté en allemand dans le corps de la revue, la traduction française figure simultanément dans un supplément de la revue et se trouve ainsi « être la toute première traduction française d'un texte de Freud ». Dans le fascicule joint, se trouvent également d'autres traductions figurant dans le recueil, la revue étant « résolument éclectique ». La première partie de l'article de Freud, « Son intérêt pour la psychologie » est donc publiée dans le supplément du volume XIV du 1er septembre 1913 ; la seconde, « Son intérêt pour les sciences non psychologiques », est publiée dans le supplément du numéro suivant du 1er novembre 1913.
Ce texte de Freud est resté très longtemps « peu connu, voire méconnu » ; la première traduction anglaise publiée paraîtra en 1953 dans la Standard Edition. Dans son ouvrage sur La vie et l'œuvre de Sigmund Freud, Ernest Jones, qui n'en pas encore connaissance, s'étonne : « chose curieuse, ce travail n'a encore jamais été traduit en anglais ». Après la première traduction française par W. Horn,  parue en 1913 dans Scientia, L'intérêt de la psychanalyse, retraduit par Jacques Sédat, paraîtra seulement en 1976 dans L'Énergumène (1973-1979), revue française aujourd'hui disparue.

### Contexte dans la vie et l'œuvre de Freud
La revue Imago, sous titrée « Revue de psychanalyse appliquée aux sciences de l'esprit » (en allemand Imago: Zeitschrift für die Anwendung der Psychoanalyse auf die Geisteswissenschaften), créée l'année précédente, en 1912, exploite un nouveau concept de publication dont l'objectif est résolument interdisciplinaire. Lydia Marinelli se réfère à l'essai de l'année suivante L'intérêt de la psychanalyse en montrant que la tâche de ce troisième périodique de psychanalyse sous la direction de Sigmund Freud que représente Imago est avant tout d' « ouvrir un dialogue expérimental avec les sciences voisines comme l'anthropologie, la philosophie, la littérature, les sciences de la religion et du langage ».
L'année 1913 est riche en événements pour Freud, même si l'événement capital est « sa rupture définitive avec Jung », en septembre au Congrès de Munich. Il y a aussi « un grand événement » familial, le mariage de la deuxième fille de Freud, Sophie, avec Max Halberstadt de Hambourg, un gendre, note Jones, « aussi bien vu que l'avait été le mari de Mathilde ». Freud écrit Totem et tabou, et sinon, se déplace beaucoup, soit avec sa famille, soit pour des congrès. Après le Congrès de Munich du 7 septembre, il part immédiatement pour Rome en compagnie de sa belle-sœur  Minna Bernays qui l'a rejoint à Bologne. C'est à Rome  qu'il corrige les épreuves du long essai destiné à Scientia, tout en dressant le plan complet de Pour introduire le narcissisme qui paraîtra en 1914.
Alain de Mijolla considère que la rupture avec les jungiens vient renforcer la nécessité de faire largement connaître « l'intérêt » d'une psychanalyse qui, écrit Freud, « établit des rapports inattendus » pour les chercheurs entre leurs sujets et « la pathologie de la vie psychique ». Par ailleurs, il s'avère, d'après une lettre à Karl Abraham du 21 septembre 1913, que la parution de l'article L'intérêt de la psychanalyse dans Scientia « vise à faire mieux connaître d'un large public les avantages et les ouvertures qu'offre la psychanalyse à la culture contemporaine ».

### Éditions
(D'après la notice des OCF.P) 
Première publication : 
- 1913 : Das Interesse an der Psychoanalyse, Scientia, 14 (31), p. 240-250 et (32), p. 369-384.

Autres éditions allemandes :
- 1924 : Gesammelte Schriften, t. IV, p. 313-343.
- 1943 : Gesammelte Werke, t. VIII, p. 390-440.

Traduction anglaise :
- 1953 : Standard Edition, t. XIII, p. 165-190 : The Claims of Psycho-Analysis to scientific Interest.

Traductions françaises :
- 1913 : « L'intérêt de la psycho-analyse », traduit par W. Horn, Scientia, 14, Supplément, p. 157-167 et p. 236-251.
- 1976 : « L'intérêt de la psychanalyse », traduit par Jacques Sédat, dans L'Énergumène, 10-11, p. 111-137.
- 1980 : « L'intérêt de la psychanalyse », traduit par Paul-Laurent Assoun, dans S. Freud, L'intérêt de la psychanalyse, Paris, Retz-CEPL,  (ISBN 2-7256-0261-0) p. 53-96.
- 1985 : « L'intérêt de la psychanalyse », même traduction, dans S. Freud, Résultats, idées, problèmes I, Paris, Presses universitaires de France, p. 187-213.
- 2005 : « L'intérêt que présente la psychanalyse », traduit par François Robert, dans Œuvres complètes de Freud / Psychanalyse — OCF.P vol. XII : 1913-1914, Paris, PUF,  (ISBN 2 13 052517 2), p. 95-125.

## Contenu de l'article
La première partie du texte L'intérêt de la psychanalyse, intitulée « Son intérêt pour la psychologie » est un résumé de la théorie psychanalytique : il y est question des actes manqués, des rêves et de leur interprétation, des espoirs de Freud dans la guérison des affections psychopathologiques. 
Selon Alain de Mijolla, la seconde partie, « Son intérêt pour les sciences non psychologiques », est la plus originale :
- Les « sciences du langage » sont citées en premier. Les interprétations, écrit Freud, sont la « traduction d'une modalité d'expression étrangère à nous en la manière d'expression familière de notre pensée », tandis que l'étude des symboles du rêve évoque les « phases les plus archaïques de l'évolution de la langue et de la formation de la pensée ». Et puis, ajoute-t-il, « la langue du rêve, peut-on dire, est le mode d'expression de l'activité psychique inconsciente. Mais l'inconscient parle plus qu'un simple dialecte »[8].
- Vient ensuite « l'intérêt pour la réflexion philosophique » : la prise en considération de l'existence d'un inconscient n'est plus une hypothèse mystique et suppose un nouveau regard « sur le rapport du psychique au somatique »[8]. Cependant, Freud exprime une certaine défiance à l'encontre des philosophes au regard des « mérites d'une pathographie psychanalytique ». Celle-ci est à même, selon lui, de « dévoiler la motivation subjective et individuelle de doctrines philosophiques qui sont prétendument issues d'un travail logique impartial »[8],[9].
- Avec son intérêt « biologique », la psychanalyse s'est attiré de grandes critiques, dans la mesure où sa mise en évidence de la fonction sexuelle a pu choquer, surtout en ce qui concerne la sexualité infantile[8]. Pour Freud toutefois, il importe d'opérer une jonction entre les deux sciences pour mieux comprendre la pulsion, qu'il définit comme un « concept limite entre conception psychologique et conception biologique », ainsi que « pour éclaircir leurs qualités “actives” ou “passives” dans leurs rapports avec la masculinité ou la féminité »[8]. « L’inconscient ne connaît ni le masculin, ni le féminin, il ne connaît que l’actif et le passif », souligne Freud : dans la mesure où, commente Jacques Sédat, dans un article sur le masochisme — qui l'amène à citer L’intérêt de la psychanalyse (soit « l’intérêt que les autres disciplines peuvent avoir à l’égard de la psychanalyse ») —, « ni le masculin ni le féminin, qui renvoient à des différences anatomiques, ne sont immédiatement inscriptibles dans l’appareil psychique en tant que représentations psychiques. Autrement dit, la première chose que connaît l’inconscient, c’est le but de certaines pulsions, but actif ou but passif »[10].
- « L'intérêt du point de vue de l'histoire du développement » est axé sur « l'évolution de la vie psychique de l'enfant à celle de l'adulte » : malgré toute l'évolution ultérieure, « rien ne périt », et Freud pense que « l'ontogenèse est la répétition de la phylogenèse », d'où l'intérêt de la psychanalyse « du point de vue de l'histoire de la civilisation », ainsi pour le déchiffrement des mythes, la compréhension des hommes primitifs, des civilisations et des religions anciennes[8]. L'étude des névroses vient enrichir la recherche en anthropologie[8].
- « L'intérêt du point de vue de l'esthétique » ouvre la porte à l'importance prise par la psychanalyse appliquée dans l'histoire de la psychanalyse. Tout en s'avançant prudemment « sur les forces pulsionnelles à l'œuvre dans l'art », Freud est aussi d'avis que l'art « forme un royaume intermédiaire entre la réalité qui interdit le désir et le monde imaginaire qui réalise le désir »[8].
- Les apports de la psychanalyse à la sociologie concernent l'érotisme « qui imprègne les relations humaines » et le refoulement « que nécessite la cohabitation des humains », d'où découle l'intérêt également de la psychanalyse pour la pédagogie : les éducateurs peuvent tirer profit des découvertes de la psychanalyse comme « le complexe d'Oedipe, l'amour de soi-même (narcissisme), les dispositions perverses, l'érotisme anal, la curiosité sexuelle ». Freud évoque le processus de la sublimation, il écrit : « nos meilleures vertus sont nées comme formations réactionnelles et sublimation sur l'humus de nos plus mauvaises dispositions »[8].